# Mario Vetrone
Mario Vetrone (Benevento, 26 gennaio 1914 – Benevento, 3 ottobre 1981) è stato un fisico, matematico e politico italiano.

## Biografia
Dopo aver completato gli studi con laurea in matematica e fisica, divenne inizialmente assistente all'Università di Napoli, poi insegnante di meteorologia presso l'Accademia Aeronautica di Caserta e nel contempo collaboratore dell'osservatorio del Vesuvio.
Insegnò, diventando anche preside, all'Istituto Tecnico Industriale Bosco Lucarelli di Benevento. Nella stessa città fondò l'Istituto Professionale per l'Industria e dell'Istituto Professionale di Stato dell'Agricoltura, oggi a lui intitolato.
Lavorò con Giambattista Bosco Lucarelli, conobbe Paolo Bonomi e divenne vicepresidente nazionale dal 1946 della Confederazione Coltivatori Diretti.
Inoltre svolse il ruolo di sottosegretario all'Agricoltura, alle Finanze, al Commercio con l'Estero, al lavoro.

## Cariche di governo ricoperte
- 1954 Sottosegretario di Stato per l'Agricoltura e Foreste nel Ministero Fanfani e riconfermato nei Ministeri: Scelba, Segni e Zoli;
- Sottosegretario alle Finanze, nel governo Moro I e II, al Commercio all'Estero, e poi riconfermato nel Governo Leone II;
- Vice Ministro al Lavoro ed alla Previdenza Sociale, governo Rumor II;
- Deputato al Parlamento Europeo, come delegato dalla Camera dei Deputati, per otto anni (1968-1976):
- Presidente COPA (Comitato delle Organizzazioni dei Produttori Agricoli Europei);
- Presidente del COGECA (Comitato delle Organizzazioni Cooperative Agricole Europee)